# Septemberkonvention
Die Septemberkonvention, italienisch La convenzione di settembre, französisch La Convention du 15 septembre, war ein völkerrechtlicher Vertrag zwischen dem Französischen Kaiserreich und dem Königreich Italien vom 15. September 1864, der auf einen Interessenausgleich in der Römischen Frage zielte. Nachdem durch Verlegung der italienischen Hauptstadt von Turin nach Florenz und durch französischen Truppenabzug aus dem Kirchenstaat Vertragsinhalte zunächst umgesetzt worden waren, warfen sich die Vertragspartner ab 1867 gegenseitig Vertragsverletzungen vor. Während des Deutsch-Französischen Kriegs, im September 1870, setzte sich Italien über die Abmachung vollends hinweg, besetzte den Kirchenstaat, annektierte ihn wenige Tage später und machte Rom bald darauf zu seiner Hauptstadt. 

## Inhalt
Im Wesentlichen verpflichtete sich Italien in der Konvention vom 15. September 1864, den Kirchenstaat nicht anzugreifen und jeden Angriff von außen auf ihn zu verhindern. Des Weiteren akzeptierte Italien darin den Aufbau einer päpstlichen Armee unter der Voraussetzung, dass diese Armee Italien nicht angreift. Ferner erklärte Italien seine Bereitschaft zu Verhandlungen über die Übernahme von Schulden des Kirchenstaats, die aus dessen im Jahr 1860 verlorenen Provinzen herrührten. Im Gegenzug verpflichtete sich Frankreich, seine Truppen aus dem Kirchenstaat schrittweise innerhalb von zwei Jahren abzuziehen. In einem geheimen Zusatzprotokoll vom selben Tag wurde außerdem vereinbart, dass der französische Kaiser Napoleon III. den Vertrag nicht umsetzt, wenn der italienische König Viktor Emanuel II. seine Hauptstadt – damals Turin – nicht innerhalb einer Frist von sechs Monaten nach Vertragsschluss verlegt. Mit dieser Bestimmung, die auf die Ernennung von Florenz oder Neapel als neuer Hauptstadt Italiens abzielte, wollte der französische Kaiser die Ernsthaftigkeit des italienischen Verzichts auf Rom und das Gebiet des Kirchenstaats auf die Probe stellen.

## Hintergrund und Vertragsverhandlungen

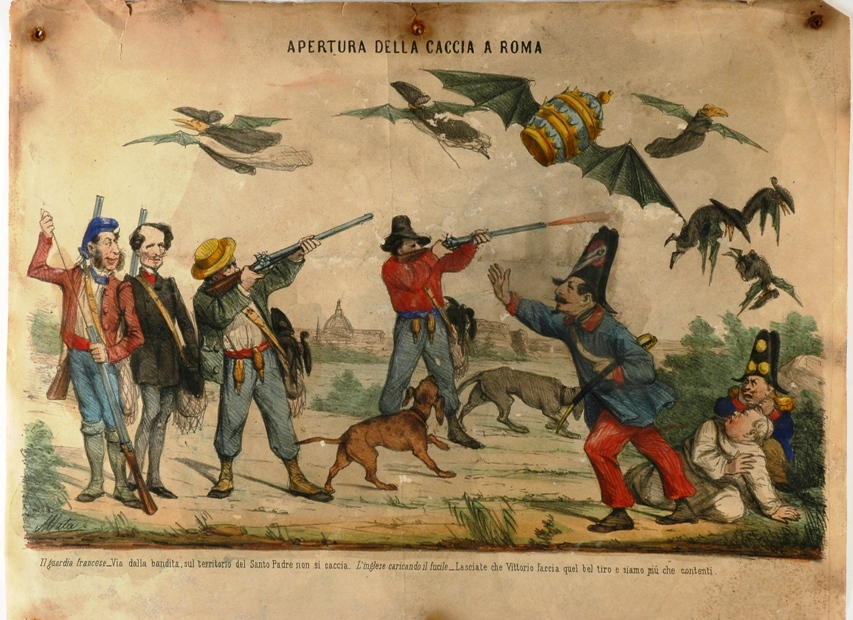
Zeitgenössische italienische Karikatur zur Römischen Frage: Napoleon III. versucht, italienische Wilderer von ihrem Treiben abzuhalten, während ein weinerlicher, am Boden liegender Papst Pius IX. sorgenvoll in den Himmel blickt, wo seine Tiara, das Herrschaftssymbol seines Papsttums, und seine Kirchenmänner, antiklerikal dargestellt als hässliche fledermausartige Gestalten, unter dem Beschuss der Wilderer stehen.

In der Zeit des Risorgimento (etwa 1815 bis 1870) wuchs eine starke Nationalbewegung zur Vereinigung Italiens. Die führenden Vertreter dieser Nationalbewegung sahen Rom als die historisch legitime Hauptstadt der italienischen Nation an. Da diese Stadt aber die Hauptstadt des Kirchenstaats war, als dessen Schutzmächte sich mehrere europäische Staaten begriffen, insbesondere Frankreich, Österreich und Spanien, entstand ein internationales politisches Konfliktfeld, das als Römische Frage bezeichnet wurde.
Virulent wurde die Römische Frage, als der populärste Vertreter der italienischen Nationalbewegung, Giuseppe Garibaldi, im Rahmen der Europa erfassenden Revolutionen 1848/1849 eine Revolutionsarmee anführte, die auch den von Papst Pius IX. regierten Kirchenstaat bedrohte. Seine aus dem Volk getragenen Feldzüge führten dazu, dass nach der Flucht des Papstes im Februar 1849 eine Römische Republik ausgerufen wurde, die allerdings nach wenigen Monaten von entsandten Streitkräften Frankreichs und Spaniens niedergeschlagen wurde. Im April 1850 kehrte Pius IX. wieder in die Hauptstadt seines Staates zurück, wo seine Herrschaft fortan durch französische Truppenpräsenz gesichert wurde.
Im Verlauf der weiteren italienischen Einheits- und Unabhängigkeitsbestrebungen ließ sich Napoleon III. im Gegenzug zu seiner Unterstützung bei der gemeinsamen Bekämpfung Österreichs von dem sardinisch-piemontesischen Ministerpräsidenten Camillo Benso von Cavour Gebietsgewinne durch Überlassung der Grafschaft Nizza und von Savoyen versprechen. In diesem Zusammenhang änderte der Kaiser seine Haltung in Bezug auf den Kirchenstaat, indem er nunmehr nur bereit war, mit seinen Truppen die Region Latium um Rom zu garantieren. Dadurch verlor Pius IX. seine anderen Provinzen nach dem Sardinischen Krieg an das 1861 gegründete Königreich Italien.
Um mit der Hegemonialmacht und dem Bündnispartner Frankreich, den Italien für seine antiösterreichische Außenpolitik brauchte, zu einem zumindest temporären Interessenausgleich in der Römischen Frage zu gelangen, entwickelte Cavour als Ministerpräsident Italiens das Konzept, dass sich Frankreich aus dem Kirchenstaat zurückzieht und Italien im Gegenzug dessen Grenzen respektiert. Bevor es darüber zu einem Vertrag kam, starb Cavour 1861. Als Garibaldi 1862 versuchte, Rom für das neue Königreich Italien zu erobern, wurde er von italienischen Truppen in einem Gefecht am Aspromonte gestoppt. Im Jahr 1864 ließ die italienische Regierung unter Ministerpräsident Marco Minghetti und Außenminister Emilio Visconti-Venosta den italienischen Gesandten in Paris, Costantino Nigra, über den von Cavour entwickelten Ansatz mit dem französischen Außenminister Édouard Drouyn de Lhuys geheim verhandeln. Auf Wunsch von Minghetti sollte Nigra hierbei durch Gioacchino Pepoli assistiert werden. Dieser war damals außerordentlicher Gesandter und bevollmächtigter Minister Italiens am russischen Hof in Sankt Petersburg. Weil jener über seine Mutter Letizia Murat mit dem französischen Kaiser verwandt war, erschien er Minghetti für diese Aufgabe als besonders geeignet.

## Folgen

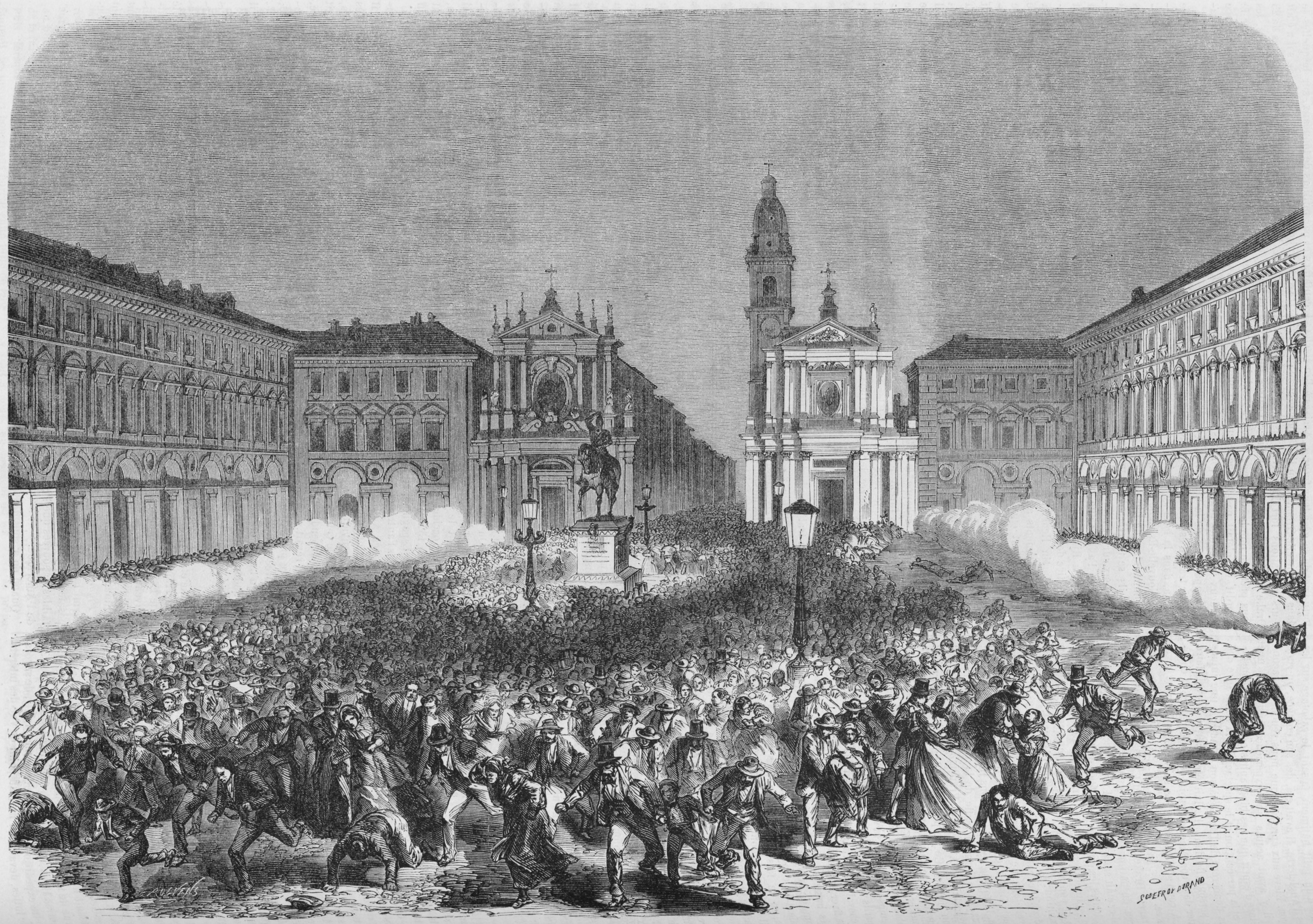
Illustration in der Zeitschrift Le Monde illustré zu Ausschreitungen, die wegen der Septemberkonvention am 22. September 1864 in Turin stattfanden

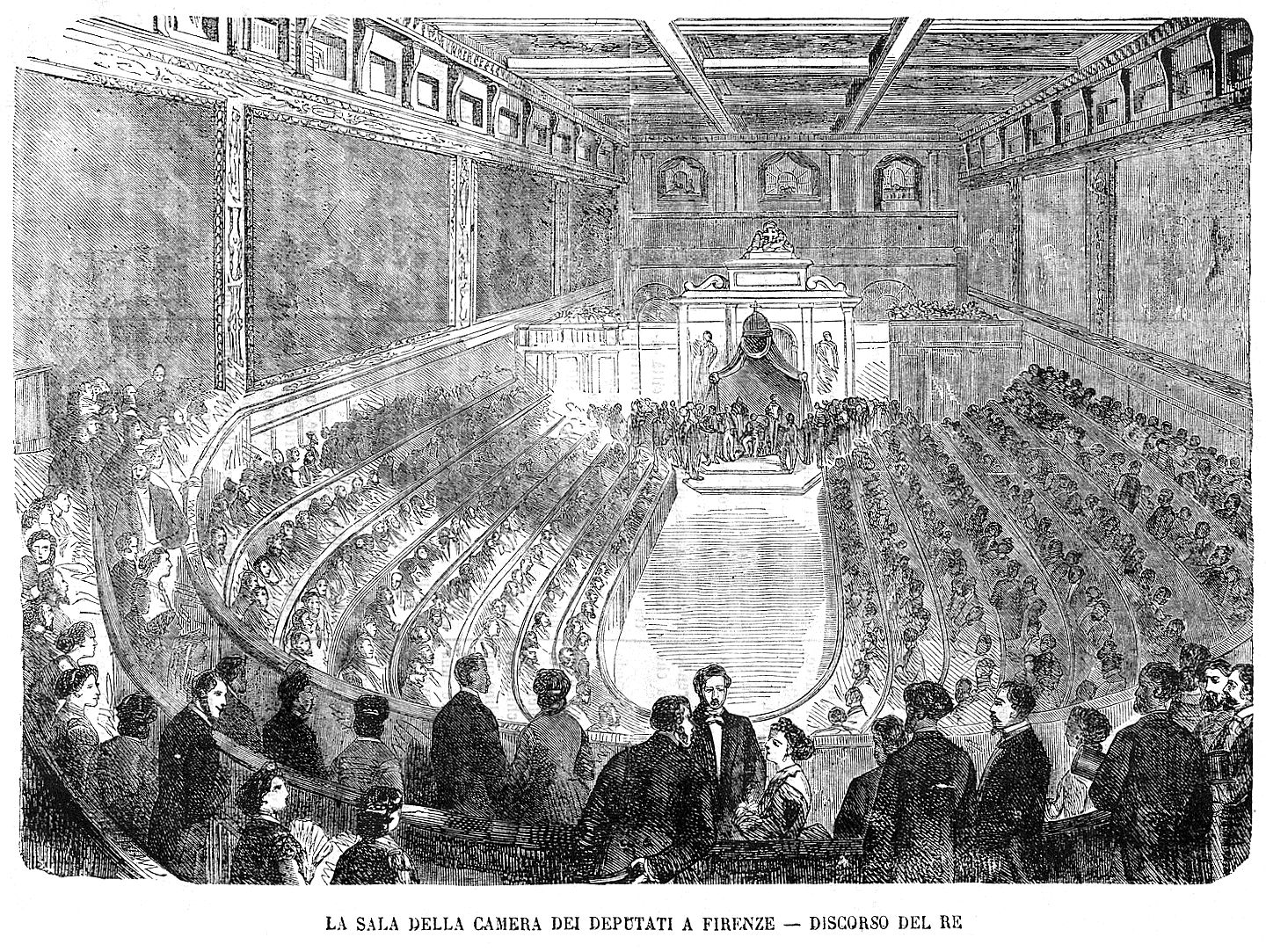
Staatsakt mit König Viktor Emanuel II. bei der Eröffnung der Camera dei Deputati 1865 im Palazzo Vecchio, Florenz 1865, Illustration in der Zeitschrift L’Emporio Pittoresco

Weder in Frankreich noch in Italien stieß die Septemberkonvention, deren Inhalte nach und nach publik wurden, auf Zustimmung der Öffentlichkeit. Französische Katholiken warfen ihrem Kaiser vor, Pius IX. im Stich zu lassen. Empört zeigten sich auch Italiener, die einen Vertrag, der einen italienischen Nationalstaat ohne Rom und Latium festschreiben wollte, als Verrat an der nationalen Sache betrachteten. Insbesondere Piemontesen waren durch die geplante Aufgabe Turins als Hauptstadt Italiens aufgebracht und zettelten auf den Straßen und Plätzen der Stadt einen Aufstand an, dessen Niederschlagung mehr als dreißig Personen das Leben kostete. In der Folge entließ König Viktor Emanuel II. die Regierung Minghetti.
Konflikt entstand auch zwischen den Regierungen Frankreichs und Italiens, die sich in der weiteren Auseinandersetzung mit dem Vertrag über dessen Auslegung uneins wurden. Gleichwohl bezog der italienische König, wenn auch innerlich widerstrebend, am 3. Februar 1865 den Palazzo Pitti in Florenz als seinen neuen Amtssitz. Auch die italienische Regierung zog in die toskanische Hauptstadt, ebenso wie die Camera dei deputati und der Senato del Regno. Ende 1866 ließ Frankreich seine letzten Truppen aus Rom abrücken.

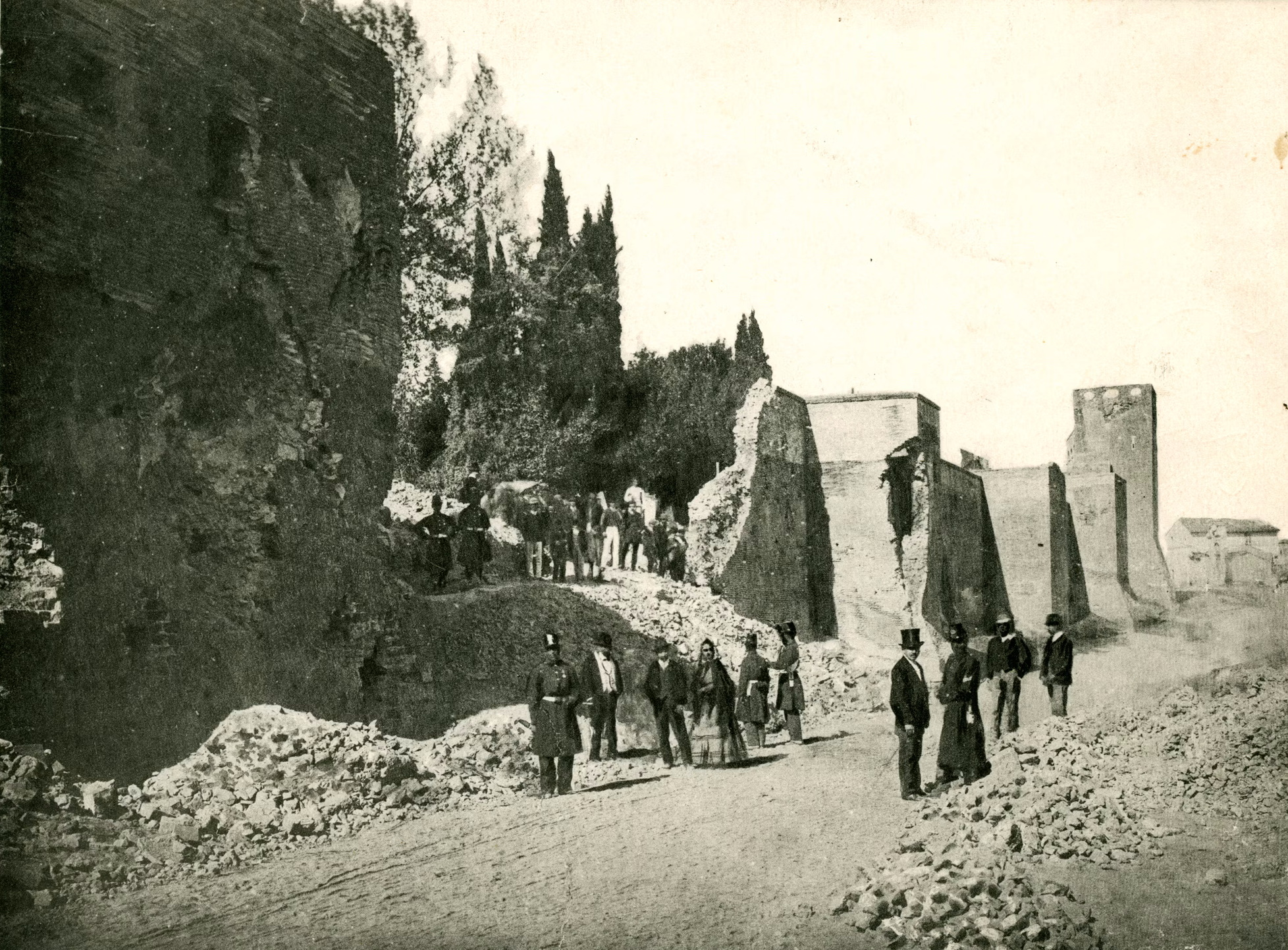
Bresche in der Aurelianischen Mauer nahe der Porta Pia, die gesprengt wurde, ehe italienische Truppen die Stadt Rom am 20. September 1870 einnahmen

Die neue Situation rief Garibaldi auf den Plan, wieder aktiv in die Politik einzugreifen. Im Oktober 1867 versuchte er mit einigen Tausend Freischärlern Rom zu „befreien“, doch wurden sie am 3. November 1867 in der Schlacht von Mentana von päpstlichen Truppen unter Führung von Hermann Kanzler besiegt. Den Sieg verdankte Kanzler insbesondere der zahlenmäßigen Verstärkung der päpstlichen Streitmacht durch Zuaven und die Legion von Antibes, eine Militäreinheit, die Kardinalstaatssekretär Giacomo Antonelli in Antibes aus internationalen katholischen, insbesondere französischen Freiwilligen hatte rekrutieren lassen, um die Lücke, die der Abzug der französischen Truppen hinterließ, zu füllen. Des Weiteren war der päpstliche Sieg dem Eingreifen Napoleons III. zu verdanken, der buchstäblich in letzter Minute französische Truppen zur Hilfe eilen ließ. Garibaldis Angriff auf Rom, den Italien nicht nur nicht verhindert, sondern sogar ermutigt hatte, fasste Frankreich als Bruch der Septemberkonvention auf. Napoleon III. sah sich daher als berechtigt an, darauf im Oktober 1867 – kurz vor der drohenden Einnahme Roms und der Entscheidungsschlacht in Mentana – mit einer erneuten Entsendung französischer Streitkräfte zur Absicherung des Kirchenstaats zu antworten, was wiederum Italien als Verletzung der Septemberkonvention auffasste.
Italien seinerseits fühlte sich während des Deutsch-Französischen Kriegs von der Septemberkonvention entbunden, nachdem Napoleon III. als Folge der für ihn verlustreichen Schlacht von Sedan gefangen genommen worden war. Am 11. September 1870 ließ Viktor Emanuel II. in den Kirchenstaat einmarschieren. Zuvor hatte Frankreich seinen römischen Truppen, die es nunmehr dringend an der Heimatfront brauchte, am 1. September den Abzug befohlen. Fast kampflos wurde Rom am 20. September von Bersaglieri eingenommen. Nach einer Volksabstimmung am 2. Oktober erließ der italienische König am 7. Oktober 1870 ein Dekret zur Annexion des eroberten Gebiets. Bald darauf machte Italien Rom zu seiner Hauptstadt. Als italienischer Irredentismus setzte die italienische Nationalbewegung ihre Bestrebungen fort, italienischsprachige und weitere Gebiete dem italienischen Nationalstaat einzuverleiben.